# South Webster
South Webster is een plaats (village) in de Amerikaanse staat Ohio, en valt bestuurlijk gezien onder Scioto County.

## Demografie
Bij de volkstelling in 2000 werd het aantal inwoners vastgesteld op 764.
In 2006 is het aantal inwoners door het United States Census Bureau geschat op 749, een daling van 15 (-2,0%).

## Geografie
Volgens het United States Census Bureau beslaat de plaats een oppervlakte van
3,4 km², geheel bestaande uit land. South Webster ligt op ongeveer 205 m boven zeeniveau.

## Plaatsen in de nabije omgeving
De onderstaande figuur toont nabijgelegen plaatsen in een straal van 24 km rond South Webster.